# Adigna
Adigna (llamada oficialmente Santa María de Adina) es una parroquia del municipio de Sangenjo, en la provincia de Pontevedra, Galicia, España.

## Parroquia eclesiástica
La correspondiente parroquia eclesiástica es la más antigua del municipio y recibe el nombre de Santa María de Portonovo (Adigna), y pertenece a la archidiócesis de Santiago de Compostela. Cuenta con dos iglesias: Santa María da Adina y Santa Catalina. Esta última se encuentra en el núcleo urbano de Portonovo, la localidad más poblada. 

### Extensión y territorio
Su extensión es de 10,5 km² (kilómetros cuadrados) e incluye la parroquia suprimida de Arra (San Amaro de Arra) que ahora tiene ahora el trato de anexo. 
Limita con las parroquias de Noalla, Villalonga y Padriñán y con la Ría de Pontevedra

## Demografía
Su población es de 4662 habitantes (2328 mujeres y 2334 hombres), distribuidos en 20 entidades de población (2009).
Entre sus núcleos de población destaca la villa de Portonovo, el núcleo más poblado del municipio y cuya actividad económica se basa históricamente en la pesca, con un gremio de mareantes de especial relevancia durante la Edad Media.

## Actividad económica
Hoy en día la pesca está a pasar a un plano secundario por mor del crecimiento del sector turístico del ayuntamiento y, en general de toda la comarca. Fruto de esta gran tradición pesquera, cuenta con una cofradía de pescadores, inaugurado en el año 1924 (por Alfonso Daniel Rodríguez Castelao), que en la actualidad es una de las más punteras de las existentes en Galicia, así como un importante puerto pesquero recién ampliado y una moderna lonja, dotada de un gran nivel de informatización.

## Lugares
Aquí se muestra una lista de lugares de la parroquia de Adigna. Entre paréntesis, aparece el nombre oficial y en gallego, si es que este difiere del español:
- Adina
- Arra
- Baltar
- Barbeito
- Barrosa (A Barrosa)
- Canelas
- Playa de Caneliñas
- Catadoiro (O Catadoiro)
- Fabal
- Forján (Forxán)
- Xesteiriña (A Xesteiriña)
- Iglesia (A Igrexa)
- Montalvo
- Otero (O Outeiro)
- Paxariñas
- Portonovo
- El Pombal (O Pombal)
- Rial
- Torre (A Torre)
- Vichona
- Vinquiño (O Vinquiño)
- Vista Alegre

## Portonovo
Portonovo es una villa marinera y turística, que constituye el principal núcleo urbano del municipio de Sangenjo. Tiene un clima fantástico durante todo el año, con alrededor de 200 días de sol. Esto es importante para el turismo que, en la actualidad es el motor económico de la localidad, y que hace incrementar su población en la estación estival en un 300 %. Tres acogedoras playas de arena blanca y fina se encuentran a lo largo de la costa del perímetro urbano: playa de Portonovo (también conocida como playa de Baltar), playa de Canelinas y playa de Canelas.

## Capillas

### Iglesia de Santa Catalina
Pequeña y sencilla construcción en piedra, de nave única con planta rectangular, en la que destaca sobre todo la espadaña que se eleva sobre la iglesia, adornada con dos pináculos y rematada en cruz. La fachada principal está adornada también con dos pequeños pináculos, uno a cada lado. En la fachada posterior aparece adosada la sacristía, también de planta rectangular. Está dedicada a Santa Catalina.

### Iglesia Parroquial de Santa María de Adina
Construida en el siglo XVI sobre los restos de un antiguo templo románico del XII. En su fachada destaca el rosetón y la imagen de la Virgen con el Niño. Desde el atrio podemos contemplar el Valle del Salnés y los viñedos que producen la tan afamada uva albariña. Construida sobre un templo de arte románico del que se conservan los muros y aleros de la nave, fechados en 1170. La capilla es del siglo XVI y tiene una bóveda de crucería.

## Playas

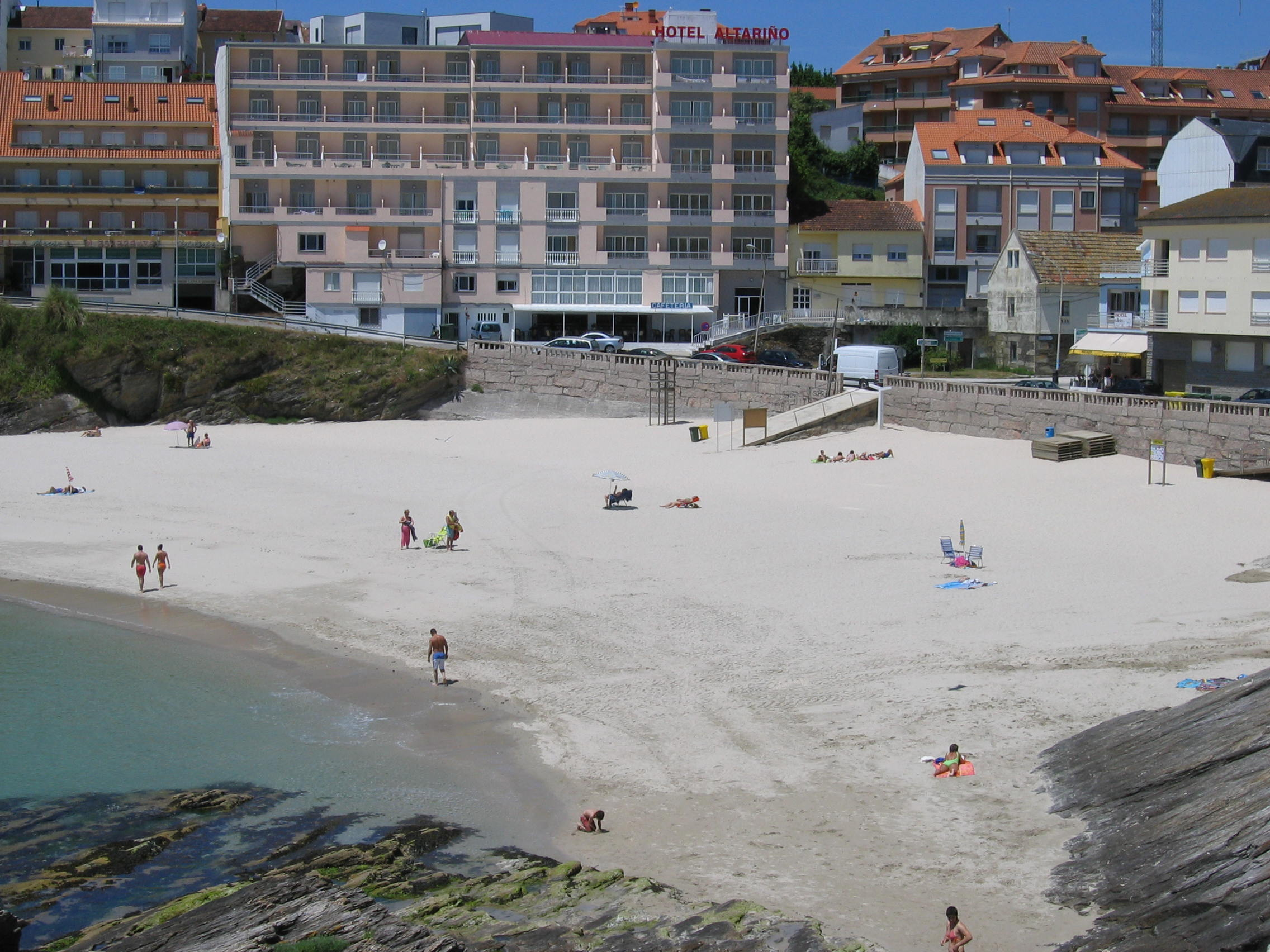
Canelinas

- Playa de Portonovo: también conocida como playa de Baltar y separada de la playa de Silgar por la punta del Vicaño es una playa con una gran zona verde detrás, perseguida en su recorrido por dos paseos, uno de ellos de madera, y con unas pequeñas e inusuales dunas cercanas al pueblo. Ésta, junto a Canelas y Canelinas, conforman las playas de Portonovo.
- Caneliñas: pequeña playa, refugio de los que buscan una fina arena blanca y un lugar acogedor entre los edificios de Portonovo. Es usual ver a jóvenes disfrutando de La Covasa, un estrecho de agua entre dos rocas en uno de los bordes de la playa y que se vacía por completo cuando baja la marea.
- Canelas: después de Canelinas y dejando atrás la punta del Seame, contemplamos esta playa de tamaño considerable y pequeñas dunas, lugar habitual de la gente joven en el verano portonovés.
- Playa de Paxariñas: escondida y acurrucada entre las rocas encontramos esta pequeña playa con una accesible bajada habilitada por el ayuntamiento.
- Montalvo: dando la cara a la isla de Ons y la espalda a un notorio bosque, este arenal se encuentra entre dos importantes acampadas independientes.